# FIMAP
A Fimap é uma importante feira profissional portuguesa de máquinas para trabalhar madeira que decorre de dois em dois anos no Grande Porto, no recinto da Exponor, em Leça da Palmeira, Matosinhos.
A Fimap realizou-se pela primeira vez em 1980, ainda no recinto do Pavilhão dos Desportos, na cidade do Porto, transferindo-se para a Exponor a partir de 1988. Sempre teve periodicidade bienal, realizando-se no mês de Outubro dos anos pares. A edição de 2010 realizou-se entre 20 e 23 de Outubro e, em conjunto com o certame simultâneo Ferrália, contou com perto de 100 empresas expositoras, distribuídas por 7.005 metros quadrados de área de exposição e com 7.145 visitantes profissionais.
A próxima edição decorrerá em Outubro de 2012.